# Walter Kappe
Walter Kappe (* 12. Januar 1905 in Alfeld/Leine; † 1944 an der Front) war ein deutscher Journalist und Nationalsozialist, der als Auswanderer in den USA in den 1930er Jahren Propaganda und Spionage im Sinne der NSDAP betrieb, unter anderem als Chefredakteur der Deutschen Zeitung und als Propagandaleiter im Amerikadeutschen Bund („Bund“). Nach seiner Rückkehr nach Deutschland leitete er als Abwehr-Offizier das Sabotage-Unternehmen Pastorius.

## Leben
Walter Kappe wuchs in Deutschland auf und erlebte als Kind den Ersten Weltkrieg und die Niederlage des Deutschen Reichs samt der folgenden Revolution. 1922 wurde er Mitglied im nationalistischen Jungdeutschen Orden und trat 1923 in die NSDAP ein. Im März 1924 emigrierte Kappe nach Amerika.

### In den Vereinigten Staaten
Im Oktober 1924 gründeten Fritz Gissibl zusammen mit seinen Brüdern Peter und Andreas, Alfred Ex, Frank von Friedersdorff und Josef (Sepp) Schuster in Detroit die Nationalsozialistische Vereinigung Teutonia. Im Sommer 1925 freundete sich Kappe mit Fritz Gissibl an und wurde in der Teutonia aktiv, die unter den deutschen Immigranten in der Autoindustrie, davon viele ungelernte Arbeiter mit mangelnden englischen Sprachkenntnissen, um Unterstützung für Adolf Hitler warb. Walter Kappe war Mitgründer und Redakteur der deutschsprachigen Teutonia-Zeitung Vorposten (Untertitelzeile: „Nachrichten der deutschen Freiheitsbewegung in den Vereinigten Staaten“), einem nach S. Diamond „schlecht geschriebenen“ Blatt, in dem die Teutonia alle Probleme der Deutschen in Deutschland und im Ausland auf die „jüdische Internationale“ zurückführte, und die „Wahrheit über Deutschland“ verkündete. Daneben arbeitete Kappe als Journalist für die deutschsprachige Abendpost in Chicago und als Amerika-Korrespondent für den Völkischen Beobachter, das offizielle NSDAP-Blatt in Deutschland. Zum 7. Oktober 1926 schloss er sich erneut der neu gegründeten NSDAP an (Mitgliedsnummer 45.199).
Nach der „Machtergreifung“ 1933 wurde Kappe in der NSDAP auf Anweisung aus Deutschland zum Leiter der Abteilung Abwehr und Aufklärung USA benannt. Von 1933 bis 1936 war Kappe Bundespressewart der Friends of New Germany („Freunde des Neuen Deutschland“), einer Vorläuferorganisation des Amerikadeutschen Bunds. 1934 war Kappe Chefredakteur der Deutschen Zeitung (DZ) in New York, des Verbandsorgans der Friends of New Germany, das als das Sprachrohr der Nationalsozialisten in Amerika galt. Kappe musste 1934 in einer Kongress-Untersuchung (Investigation of Nazi Propaganda Activities…, 73. Kongress, 2. Sitzung.) als Zeuge vor dem House Committee on Un-American Activities (HUAC) aussagen und wurde vom jüdischen HUAC-Vorsitzenden Samuel Dickstein befragt.
Bis 1936 war Kappe schließlich „Hauptschriftleiter“ (Chefredakteur) des Deutschen Weckruf und Beobachters, der offiziellen Zeitung des Amerikadeutschen Bunds, und gleichzeitig Pressewart des Bunds. Kappe arbeitete neben seiner offiziellen Pressearbeit für die Bundesnachrichtenstelle (Bunaste) in der NSDAP/AO, dem Bund-Nachrichtendienst unter der Führung von Heinz Spanknöbel. Nach dessen Flucht aus den USA fiel die Leitung der Bunaste vermutlich an Kappe.

### Zurück in Deutschland
Kappe kehrte 1936 (nach anderen Angaben erst 1937) nach Deutschland zurück und wurde 1937 zum Leiter der Presseabteilung des Deutschen Auslands-Instituts in Stuttgart ernannt. 1938 gründeten ehemalige Angehörigen des Amerikadeutschen Bundes und der Freunde des neuen Deutschland, die zurück nach Deutschland gekommen waren, unter der Führung von Fritz Gissibl die Kameradschaft USA (1941 in Amerikadeutsche Kameradschaft umbenannt) mit Sitz in den Räumen des Deutschen Ausland-Instituts in Stuttgart. Gissibl arbeitete ebenfalls für das Institut, mit dem die Kameradschaft aber nur lose verbunden war. 1939 – bei Beginn des Zweiten Weltkriegs – wurde Kappe als Gefreiter zur Wehrmacht eingezogen. Im Januar 1941 übernahm Kappe offiziell die Führung der Kameradschaft USA, nachdem Gissibl 1940 nach Polen versetzt wurde. 1941 versetzte die Wehrmacht Kappe nach Berlin zum Amt Ausland/Abwehr, Abteilung Abwehr II (Sabotage) beim Oberkommando der Wehrmacht. Sein Amt als Kameradschaftsführer behielt er trotz fast ständiger Abwesenheit nominell bei, praktisch wurde die Kameradschaft durch Joseph K. Leibl geleitet, einen Bundisten aus Cleveland.
Als Abwehr-Offizier im Rang eines Oberleutnants leitete er 1941/42 die Sabotage-Operation „Pastorius“, bei dem deutsche Sabotagegruppen Anschläge auf amerikanischen Industriezentren begehen sollten, nachdem sie mit U-Booten an der Ostküste abgesetzt wurden. Kappe suchte geeignete Kandidaten in den Rückwanderer-Akten des Deutschen Auslands-Instituts aus und leitete formell deren Ausbildung. Während der Operation blieb er in Deutschland. Die Operation Pastorius war ein kompletter Fehlschlag: alle acht angelandeten Agenten wurden innerhalb von Tagen festgenommen, sechs wurden hingerichtet und zwei erhielten Haftstrafen. Kappe wird von seinen deutschamerikanischen Agenten in den Vernehmungsprotokollen des FBI als inkompetent für Fragen der Sabotage und Agentenarbeit beschrieben, der nur durch seine NSDAP-Verbindungen als „Alter Kämpfer“ mit Goldenem Parteiabzeichen reüssieren konnte.
1943 kommandierte ihn die Wehrmacht als „Kenner der amerikanischen Verhältnisse“ zur Volksdeutschen Mittelstelle der SS, wo er wahrscheinlich eine Richtlinie zur besonderen Behandlung von „deutschstämmigen Kriegsgefangenen aus Übersee“ ausarbeitete. 1944 fiel Kappe im Fronteinsatz.

## Veröffentlichungen
- Die deutsche Wandlung in Amerika. Freunde des Neuen Deutschland, New York City, ca. 1934.
- Die kulturelle Mission des Bundes „Freunde des Neuen Deutschland“ in U.S.A. Freunde des Neuen Deutschland, New York City, ca. 1934.
- Das Deutschtum Amerikas am Scheidewege. Freunde des Neuen Deutschland, New York City, ca. 1934.
- Wer wir sind und was wir wollen: Das Programm des „Bundes Freunde des Neuen Deutschland“. Freunde des Neuen Deutschland, New York 1935. („Erläutert von Bundespressewart Walter Kappe, zu beziehen durch Deutscher Weckruf und Beobachter“)
- Sudetendeutschland kehrt heim. Deutsches Ausland-Institut, Stuttgart 1938.